# Graphosia lactea
Graphosia lactea är en fjärilsart som beskrevs av Rothschild 1912. Graphosia lactea ingår i släktet Graphosia och familjen björnspinnare. Inga underarter finns listade i Catalogue of Life.